# Георги Кюмюрджиев
Георги Райчев Кюмюрджиев е български летец-изтребител, загинал при защитата на София от англо-американските бомбардировки през Втората световна война. 

## Биография
Георги Кюмюрджиев е роден на 11 юли 1919 г. в Стара Загора в семейството на Райчо и Мария Кюмюрджиеви. По майчина линия е потомък на опълченеца Георги Славов, известен като Комитата, участник в боевете за Стара Загора, за защита на Шипка, носител на пет награди за храброст. Остава сирак на 3-годишна възраст и заедно с по-големия си брат Стефан е отгледан от майка си, вуйчо си и дядо си.
Завършва Старозагорската мъжка гимназия през 1939 г. Служи в Школата за запасни офицери в София от 1939 до 1941 г., след което е обучаван за пилот в Изтребителната школа в Казанлък.
Разпределен е в Шести изтребителен полк в Карлово. Изпълнява задачи по охрана на Черноморското крайбрежие до 1942 г. в състава на 692-о ято от летище Сарафово. От октомври 1942 до пролетта на 1943 г. заедно с подофицер Йото Каменов летят в Скопие и изпълняват ролята на въздушен дозор (патрулиране). Проследяват маршрута на влитащите в България противникови бомбардировачи и съобщават по радиото данни за полета им. На 10 декември 1943 г. с поручик Марин Цветков изпълняват първия си въздушен бой с противника.
Загива в боя за защита на столицата София на 20 декември 1943 г., в който загива и поручик Димитър Списаревски, като всеки от тях успява да свали по един американски самолет. Той води бой с шест „Лайтнинга“, атакува и сваля командирът на звеното им, изтребителя лейтенант Едуард Е. Тинкър. Това е 42-ят боен полет на Тинкър и едва вторият за Кюмюрджиев. Веднага след това обаче подпоручик Кюмюрджиев е свален от водения, прикриващия пилот (wingman) на Тинкър – лейтенант Доналд Фоли (2L Donald T. Foley) и загива. Изтребителят му се разбива до село Калище, на 10 км югозападно от град Радомир.  
На 22 декември 1943 г. в София е опелото на двамата защитници на София, а на 23 декември старозагорската общественост отдава почит на своя съгражданин на траурна церемония в църквата „Света Троица“. Погребан е в Стара Загора.
Със заповед на военния министър посмъртно Георги Кюмюрджиев е произведен в чин поручик, а   Списаревски в чин капитан.

## Памет
В притвора на старозагорскара църква „Света Троица“ е поставен бронзов венец с лента. Общинският съвет в града кръщава една от централните улици в града на поручик Кюмюрджиев. По инициатива на д-р Иван Вазов, министър на търговията, се събират средства за поставяне на паметна плоча на героя на сградата на мъжката гимназия. С доброволно събрани средства през пролетта на 1944 г. в Градската градина е изграден скромен бюст-паметник.
След Деветосептемврийския преврат паметникът му в Стара Загора е демонтиран.
На поручик Георги Кюмюрджиев е наречена улица в квартал „Левски Г“ в София (Карта).
През 2024 г. в Божурище, в сградата на бившия Офицерски клуб (сега читалище) се открива тяхна паметната плоча.
Малък паметник е поставен на лобното му място край село Калище.
На родната му къща на ул. „Сава Силов“ в Стара Загора е поставена паметна плоча със сбъркано фамилно име.